# Samoa británica
El Mandato de Samoa Occidental, entonces Territorio en Fideicomiso de Samoa Occidental, oficialmente Territorio de Samoa Occidental, era el nombre de Samoa Occidental durante su administración civil por Nueva Zelanda entre 1920 y la independencia de Samoa en 1962. Seis años antes, Samoa alemana fue capturada por los británicos poco después del estallido de la Primera Guerra Mundial , pero no sería anexionado formalmente por el Imperio británico hasta entonces.

## Historia
Al estallar la Primera Guerra Mundial, Samoa alemana era una colonia alemana. El 7 de agosto de 1914, el Gobierno británico indicó a Nueva Zelanda (que en ese momento era un dominio británico), que la toma de una estación inalámbrica cerca de Apia, la capital de la colonia que fue utilizada por el Escuadrón Alemán de Asia Oriental, sería un "gran y urgente servicio imperial".  Esto fue seguido por la primera acción de Nueva Zelanda en la guerra, la navegación de una Fuerza Expedicionaria de Samoa el 15 de agosto, que aterrizó en Apia dos semanas después. Aunque Alemania se negó a entregar oficialmente las colonias, no se ofreció resistencia y la ocupación se llevó a cabo sin ningún enfrentamiento. A pesar de las afirmaciones de que Samoa alemana fue el primer territorio enemigo en caer en manos de las fuerzas imperiales, la primera toma de una colonia alemana había ocurrido cuatro días antes, cuando Togoland fue capturado como parte de la Campaña de África Occidental . 
El coronel Robert Logan, que había estado al mando de la Fuerza Expedicionaria de Samoa, fue el administrador militar de la colonia durante el resto de la guerra. En 1918, Samoa tenía una población de unos 38.000 samoanos y 1.500 europeos.  Aproximadamente una quinta parte de la población murió en la epidemia de influenza de 1918-1919. En 1919, la Comisión Real de Investigación sobre la Epidemia concluyó que no había habido una epidemia de influenza neumónica en Samoa Occidental antes de la llegada del SS Talune.de Auckland el 7 de noviembre de 1918, al que Logan le permitió atracar sin precauciones de cuarentena. A los siete días de la llegada de este barco, la influenza se había convertido en una epidemia en Upolu y luego se había extendido rápidamente por todo el territorio.

### Mandato

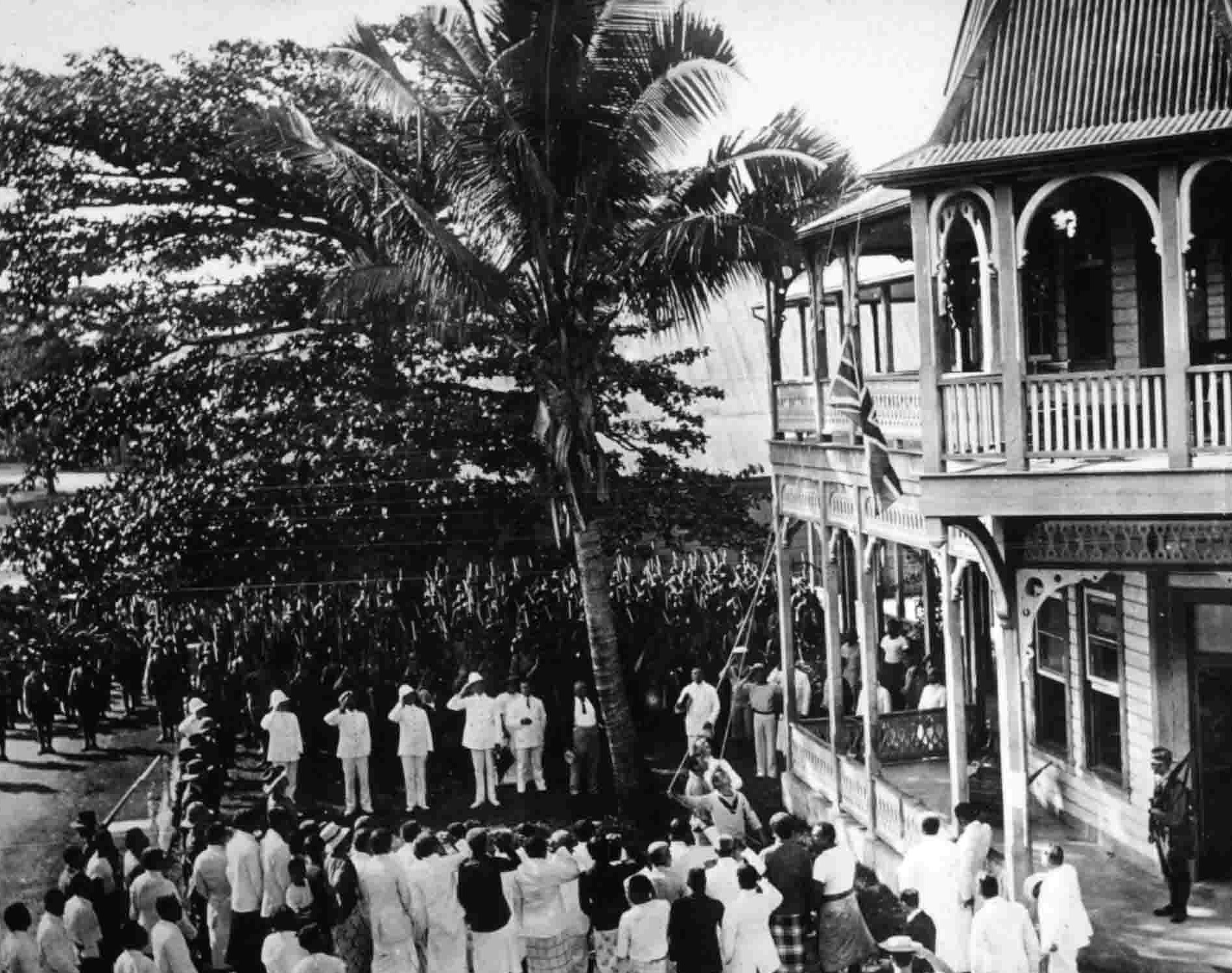
Ocupación de la Samoa alemana, 1914

El 17 de diciembre de 1920, la Sociedad de las Naciones confirió formalmente un Mandato Clase C sobre la antigua colonia alemana de Samoa al Dominio de Nueva Zelanda .  El mandato fue respaldado por la Orden de la Constitución de Samoa de 1920, que había reemplazado la ocupación militar por una administración civil el 1 de mayo de 1920.  El 1 de abril de 1922, entró en vigor la Ley de Samoa de 1921. fuerza. 
En virtud de la Ley de Samoa, el Gobernador General de Nueva Zelanda nombró a un administrador con sede en Apia para que ejerciera el poder ejecutivo e informara al Ministro de Relaciones Exteriores de Nueva Zelandia en Wellington ; el poder legislativo estaba en manos del administrador y un consejo legislativo local, aunque Wellington tenía la autoridad final. Después de 1945, la clasificación del mandato se cambió a Territorio en Fideicomiso de las Naciones Unidas .

### De las protestas de Mau a la independencia

Bandera del Imperio británico.

El Mau (traducido como "opinión fuertemente sostenida") fue un movimiento popular no violento que tuvo sus inicios a principios del siglo XX (década) en Savai'i. Primero fue dirigido por Lauaki Namulauulu Mamoe, un jefe de orador depuesto por la administración alemana. La década de 1920 vio el resurgimiento del Mau en oposición a la administración de Nueva Zelanda. Uno de los líderes de Mau fue Olaf Frederick Nelson, un comerciante mitad samoano y mitad sueco.  Nelson fue exiliado por la administración a fines de la década de 1920 y principios de la década de 1930, pero continuó ayudando a la organización financiera y políticamente.
El 28 de diciembre de 1929, el líder recién elegido, el alto jefe Tupua Tamasese Lealofi III , encabezó a sus compañeros uniformados Mau en una manifestación pacífica en el centro de Apia. La policía de Nueva Zelanda intentó arrestar al alto jefe.Cuando se resistió, se produjo una lucha entre la policía y el Mau. Los oficiales comenzaron a disparar al azar contra la multitud y una ametralladora Lewis, montada en preparación para esta demostración, se utilizó para dispersar al Mau.  jefe Tamasese recibió un disparo por la espalda y lo mataron mientras intentaba traer calma y orden a los manifestantes de Mau, gritando "Paz, Samoa". Otros diez murieron ese día y aproximadamente cincuenta resultaron heridos por disparos y porras policiales. 
Ese día llegaría a ser conocido en Samoa como Sábado Negro. El Mau creció, permaneciendo firmemente no violento, y se expandió para incluir una rama de mujeres muy influyente. Después de repetidos esfuerzos del pueblo de Samoa, Samoa Occidental obtuvo la independencia en 1962 y firmó un Tratado de Amistad con Nueva Zelanda. Samoa fue el primer país del Pacífico en independizarse.
En 2002, la primera ministra de Nueva Zelanda, Helen Clark, en un viaje a Samoa, se disculpó formalmente por el papel de Nueva Zelanda en estos dos incidentes.
- Datos: Q7988268